# X Japan
X Japan — японський рок-гурт, створений у 1982 році барабанщиком і піаністом Йошікі та вокалістом Тоші. Гурт працював в різних жанрах, починаючи як переважно павер/спід-метал-гурт з важкими симфонічними елементами, згодом змінивши звучання на більш прогресивне. Вони були одним із перших японських гуртів, які досягли мейнстримового успіху під час роботи на незалежному лейблі. Гурт вважається одним із засновників жанру японської рок-музики — Visual Kei.

## Історія

### 1977–1992: X
Йошікі й Тоші були друзями дитинства ще з дитсадка. 1977 року вони створили групу під назвою Dynamite у своєму рідному місті Татеяма, префектура Чіба, коли їм було всього 11 років. Dynamite змінив назву на Noise у 1978 році. У цей час Тоші грав на гітарі, а на вокалі у них був Курата. У 1982 році Noise розпався, а Йошікі та Тоші створили нову групу, назвавши її X тимчасово, але назва застрягла. X почали активно виступати в районі Токіо в 1985 році з частим змінним складом. Спочатку вони намагалися приєднатися до андеграундного панк-руху Японії, але гурт не вписався в нього, оскільки вважався надто яскравим. Їх перший сингл «I'll Kill You» вийшов на Dada Records у червні, а в листопаді гурт написав «Break the Darkness» для семплера Heavy Metal Force III, який також містив пісню написану Saver Tiger. У листопаді 1985 року басист Тайджі приєднався до X, хоча незабаром після цього залишив грурт. Склад гурту в цей час постійно змінювався через Йошікі, який був занадто вимогливий щодо учасників.
Щоб забезпечити постійний вихід музики гурту, Йошікі заснував незалежний лейбл Extasy Records у квітні 1986 року та випустив другий сингл «Orgasm». Тайджі офіційно приєднався до гурту в листопаді того ж року. Пісні «Stab Me in the Back» і «No Connexion» для семплера Skull Thrash Zone Volume I від Victor Records у лютому 1987 року були записані з Пата як допоміжним гітаристом. Незабаром після цього Хіде приєднався як гітарист. Також згодом приєднується Пата, вже як офіційний член гурту.
26 грудня 1987 року гурт взяв участь у прослуховуванні, проведеному CBS/Sony, після чого вони підписали контракт на запис у серпні наступного року. Тоді гурт випустив свій перший альбом, Vanishing Vision, на лейблі Extasy Records 14 квітня 1988 року та розпочав тур у підтримку альбому. Перший тираж альбому в 10 000 примірників був розпроданий за тиждень, очоливши інді-чарт Oricon і досягнувши 19 місця в головному чарті Oricon Albums Chart, зробивши їх першою незалежною групою, яка потрапила в головний чарт. У листопаді X взяли участь у концерті музичного журналу Rockin'f's Street Fighting Men на Differ Ariake Arena. Того року учасники також зробили коротку епізодичну появу в американському фільмі «Токійський поп» з Керрі Гамільтон і Даймондом Юкай у головних ролях.
Тур Blue Blood Tour розпочався 13 березня, причому два концерти були розпродані заздалегідь, включаючи шоу 16 березня в Shibuya Public Hall, яке пізніше вийшло на домашньому відео як Blue Blood Tour Bakuhatsu Sunzen Gig. Альбом Blue Blood вийшов 21 квітня 1989 року і дебютував на шостому місці в чарті Oricon. Сингл «Kurenai» посів п’яте місце, і гурт вирушив у тур «Rose & Blood Tour», який було тимчасово призупинено, коли Йошікі втратив свідомість після концерту 22 листопада. Цей успіх приніс гурту нагороду «Новий виконавець року» на 4-й щорічній церемонії вручення нагороди Japan Gold Disc Awards у 1990 році. 24 листопада 1990 року X прилетіли до Лос-Анджелеса, щоб розпочати запис свого наступного альбому Jealousy. Коли учасники повернулися до Японії в червні, 500 членів Японських сил самооборони були в аеропорту, щоб контролювати натовп. Альбом вийшов 1 липня 1991 року і дебютував під номером один, продавши понад 600 000 копій. У серпні гурт виступив зі своїм першим концертом на найбільшому в Японії закритому концертному майданчику Tokyo Dome. Відео з більшості концертів гурту на цьому стадіоні пізніше вийдуть на CD. Шоу було частиною туру Violence in Jealousy Tour, який тривав до кінця року, і в якому Йошікі знову втратив свідомість після концерту в Yokohama Arena 24 жовтня. 8 грудня відбувся концерт X with Orchestra в NHK Hall, де, як випливає з назви, гурт виступав у супроводі оркестру.
1992 рік почався з трьох аншлагових концертів у Tokyo Dome під назвою Tokyo Dome 3 Days: On the Verge of Destruction 5-7 січня. 31 січня було оголошено, що бас-гітарист Тайджі покинув групу. Офіційною причиною його відходу були музичні розбіжності. Проте в автобіографії Тайджі стверджує, що його попросили піти, оскільки він зіткнувся з Йошікі через значну різницю в доходах між Йошікі та кожним з інших членів. Коли Йошікі запитали про Тайджі у 2016 році, він відповів: «він переступив межу правил нашої групи» і «До цього дня я все ще не знаю, чи було це рішення правильним, чи неправильним, але у нас не було вибору». 24 серпня 1992 року гурт провів прес-конференцію в Нью-Йорку в Рокфеллер-центрі. Там Хіт був оголошений новим бас-гітаристом. Приблизно в цей час успіх гурту в Японії зробив ймовірним міжнародний прорив, що призвело до того, що вони залишили Sony для контракту з Atlantic Records і перейменували гурт з X на X Japan, щоб відрізнити його від американського панк-гурту X. (Альбом в амереці так і не вийшов)

### 1993–1997: X Japan
Альбом «Art of Life» вийшов 25 серпня 1993 року на лейблі Atlantic Records і складається суто з 29-хвилинної важкої оркестрової пісні. Він дебютував під номером один , однак того року гурт дав лише два концерти, оскільки кожен із учасників почав сольну кар'єру. Концерти під назвою «X Japan Returns» відбулися в Tokyo Dome 30 і 31 грудня , поклавши початок новорічній традиції, яка триватиме до розпуску групи. В наступному році X Japan виступили лише з чотирма концертами. Перші два були останніми двома днями The Great Music Experience, а інші відбулися 30–31 грудня в Tokyo Dome під назвою Aoi Yoru (青い夜, Блакитна ніч) і Shiroi Yoru (白い夜, Біла ніч) відповідно.

Хіде з виступу X Japan «The Last Live» у Tokyo Dome 31 грудня 1997 року.

1995 року 19 листопада вони розпочали тур для свого наступного альбому Dahlia Tour 1995–1996. Приблизно в цей час гурт відмовився від більшості оригінальної естетики visual kei на користь простіших образів. Хоча він вийшов лише 4 листопада 1996 року, сингли з альбому вийшли вже через кілька місяців після Art of Life. Хоча це призвело до того, що Dahlia містив відносно мало нового матеріалу, альбом досяг першого місця в чартах. Спочатку тур мав закінчитися 31 березня 1996 року, однак його було перервано через стан здоров'я Йошікі. Проте 30-31 грудня вони провели два концерти Tokyo Dome під назвою Resurrection Night (復活の夜, Fukkatsu no Yoru) і Reckless Night (無謀な夜, Mubōna Yoru).
22 вересня 1997 року Йошікі, Хіде, Пата і Хіт провели прес-конференцію, на якій оголосили, що X Japan розпадається. Вокаліст Тоші вирішив покинути групу, стверджуючи, що гламурне, орієнтоване на успіх життя рок-зірки не задовольнило його емоційно, на відміну від простішого життя та кар'єри. Він заявив, що ухвалив рішення ще у квітні 1996 року, хоча воно не було оприлюднено. Однак приблизно через дванадцять років він підтвердив те, що давно повідомлялося в ЗМІ; що йому «промили мізки» шляхом насильства та жорстокого поводження та обманом позбавили грошей, що призвело до банкрутства. X Japan провели своє прощальне шоу під назвою The Last Live: Last Night у Tokyo Dome 31 грудня 1997 року, зробивши його останнім із п'яти послідовних новорічних шоу, які гурт давав на стадіоні. Хоча пізніше того ж дня вони зіграли «Forever Love» на Kōhaku Uta Gassen того року, відзначивши їх справжній останній виступ.

### 1998–2007: Після X Japan
У той час як перевидання, компіляції та концертні записи продовжували випускатися, учасники X Japan продовжували сольну кар’єру та інші проєкти. Хіде, який випустив свій перший сольний альбом Хіде Your Face у 1994 році, продовжував свою сольну кар'єру зі звучанням, якє помітно відрізнялося від музики X Japan, більше схиляючись до альтернативного року, аж до своєї смерті 2 травня 1998 року. Буквально через два місяці вийшов дебютний альбом 3.2.1. з його американської групи Zilch, до якої увійшли Рей Маквей (The Professionals), Пол Рейвен (Killing Joke) і Джої Кастільо (Queens of the Stone Age). Його третій сольний альбом Ja, Zoo, формально включно з концертною групою Spread Beaver, вийшов у листопаді 1998 року і став його найуспішнішим, досягнувши першого місця та продавши понад мільйон копій. До його смерті Хіде та Йошікі обговорювали перезапуск X Japan з новим вокалістом у 2000 році.
Сольну кар'єру Тоші почав в 1992 році. Він випустив понад 30 альбомів і виконав численні акустичні шоу для невеликої аудиторії. Згідно з його вебсайтом, його тур Utatabi Travelling Concert включав понад 3000 концертів між 1999 і 2003 роками. Після того як обидва випустили сольні альбоми на початку 90-х, Пата та Хіт об'єдналися з перкусіоністом/програмістом Spread Beaver I.N.A, який працював над кількома релізами X Japan, щоб створити трек для триб'ют-альбому Хіде 1998 року Tribute Spirits. У 2000 році вони возз’єдналися знову, щоб створити Dope HEADz, який випустив два альбоми, перш ніж припинити діяльність. Потім Хіт продовжив свою сольну кар'єру, а Пата створив інструментальну рок-групу Ra:IN, до якої пізніше додався клавішник з Spread Beaver  DIE.
До розпаду гурту Йошікі вже самостійно співпрацював з барабанщиком Queen Роджером Тейлором над синглом «Foreign Sand» і зробив внесок у міжнародний триб’ют-альбом Kiss «Kiss My Ass: Classic Kiss Regrooved» — оркестрове аранжування пісні "Black Diamond". Також вийшла компіляція з оркестровими обробками пісень X Japan під назвою Eternal Melody. Її виконав Лондонський філармонічний оркестр, а аранжувальником виступив продюсер The Beatles Джордж Мартін.
З 1998 року Йошікі брав участь у численних видах діяльності, наприклад, недовго був учасником поп-гурту Globe, продюсував сингли для корейського рок-гурту TRAX та багатьох інших.Також працював над своїм сольним проєктом Violet UK. Він також написав музику до фільму «Катакомби» та продюсував саундтрек до  Repo! The Genetic Opera. 25 травня 2007 року утворен супергурт S.K.I.N., до складу якого, окрім Йошікі, увійшли Ґакт і Міяві, а також гітарист Luna Sea Суґізо. Гурт дав свій перший і єдиний виступ на конвенції Anime Expo в Лонг-Біч, штат Каліфорнія, 29 червня 2007 року.

### 2007–2008: Воз'єднання
Згідно зі звітом газети Sponichi, Тоші відвідав Йошікі в Лос-Анджелесі в листопаді 2006 року для роботи над піснею «Without You» як триб'ют Хіде. 21 березня 2007 року Тоші оголосив на своєму вебсайті, що він і Йошікі нещодавно відновили спільну роботу, заявивши, що незабаром розпочнеться «новий проєкт». Пізніше почалися чутки про возз’єднання X Japan, і в червні повідомлялося, що Йошікі висловив зацікавленість у турі, «Without You» вийде як сингл, і що він веде переговори з Хіт і Патою щодо їх участі.
Гурт вперше виступив перед публікою 22 жовтня 2007 року на даху торгового центру Aqua City в Одайба, Токіо, щоб зняти кліп на щойно записану пісню «I.V.». Пісня була використана як тема американського фільму жахів «Пила IV». Його написав Йошікі та записали усі учасники X Japan, які входили до розпаду, оскільки в ньому використовуються раніше невидані гітарні треки Хіде. «I.V.» вийшов через iTunes 23 січня 2008 року, очоливши чарти одразуж.
20 січня 2008 року було оголошено два концерти Tokyo Dome: 28 і 30 березня. Через великий попит вони додали ще один концерт на 29 числа. Ці три шоу були названі X Japan Resume Attack 2008 I.V. – Towards Destruction, кжен концерт з окремою назвою: Night of Destruction, Night of Madness і Night of Creation, з трьома запрошеними гітаристами, які замінили покійного Хіде – Весом Борландом, Річардом Фортусом і Суґізо. Концерт 28 березня транслювався в прямому ефірі на каналі WOWOW. Під час пісні «Art of Life» голограма Хіде (знята з кадрів виступу «Art of Life» у Tokyo Dome у 1993 році) грала разом із гуртом. Через технічні труднощі, можливо, через голограму, перший концерт відклали на понад дві години, а потім він раптово закінчився, коли Йошікі втратив свідомість під час виступу. Подальші концерти пройшли без труднощів, і під час прес-конференції було оголошено про плани щодо концерту в Парижі 5 липня 2008 року з приблизною аудиторією в 20 000 осіб. Окрім паризьких планів, також було оголошено про планування концертів у Медісон Сквер Гарден у Нью-Йорку 13 вересня та у Всесвітньому торговому центрі Тайбея 2 серпня.

### 2008–2010: Приєднання Sugizo та перші виступи за кордоном

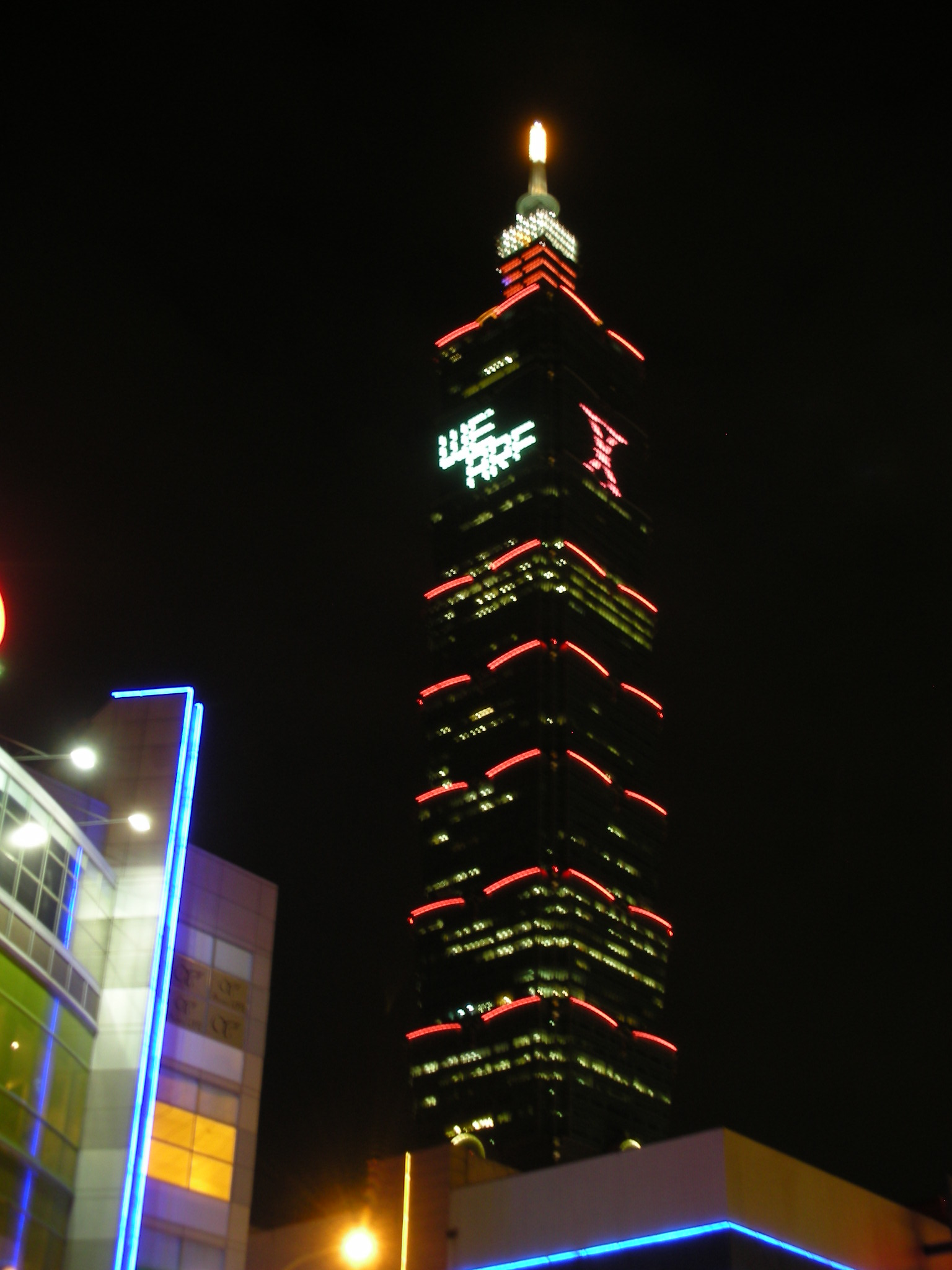
Ілюмінація в Тайбеї на честь першого концерту X Japan в Тайвані в 2009 році.

15 вересня 2008 року Йошікі провів прес-конференцію в Токіо, де оголосив про те, що готується нова безіменна пісня X Japan. Також було оголошено про концерти на Saitama Super Arena на Різдво та Новий рік 2008 року. Після конференції Йошікі вирушив у рекламний тур Азією. 7 листопада французький сайт продажу квитків Avos оголосив, що запланований продаж квитків на шоу в Парижі буде скасовано. Пізніше того ж дня X Japan опублікувала заяву для преси на своєму вебсайті французькою мовою, в якій вибачилася за перенесення та оголосила, що заплановані різдвяні шоу, ймовірно, спіткає така ж доля. 31 грудня X Japan виступили зі зворотним відліком напередодні Нового року на Akasaka Blitz.

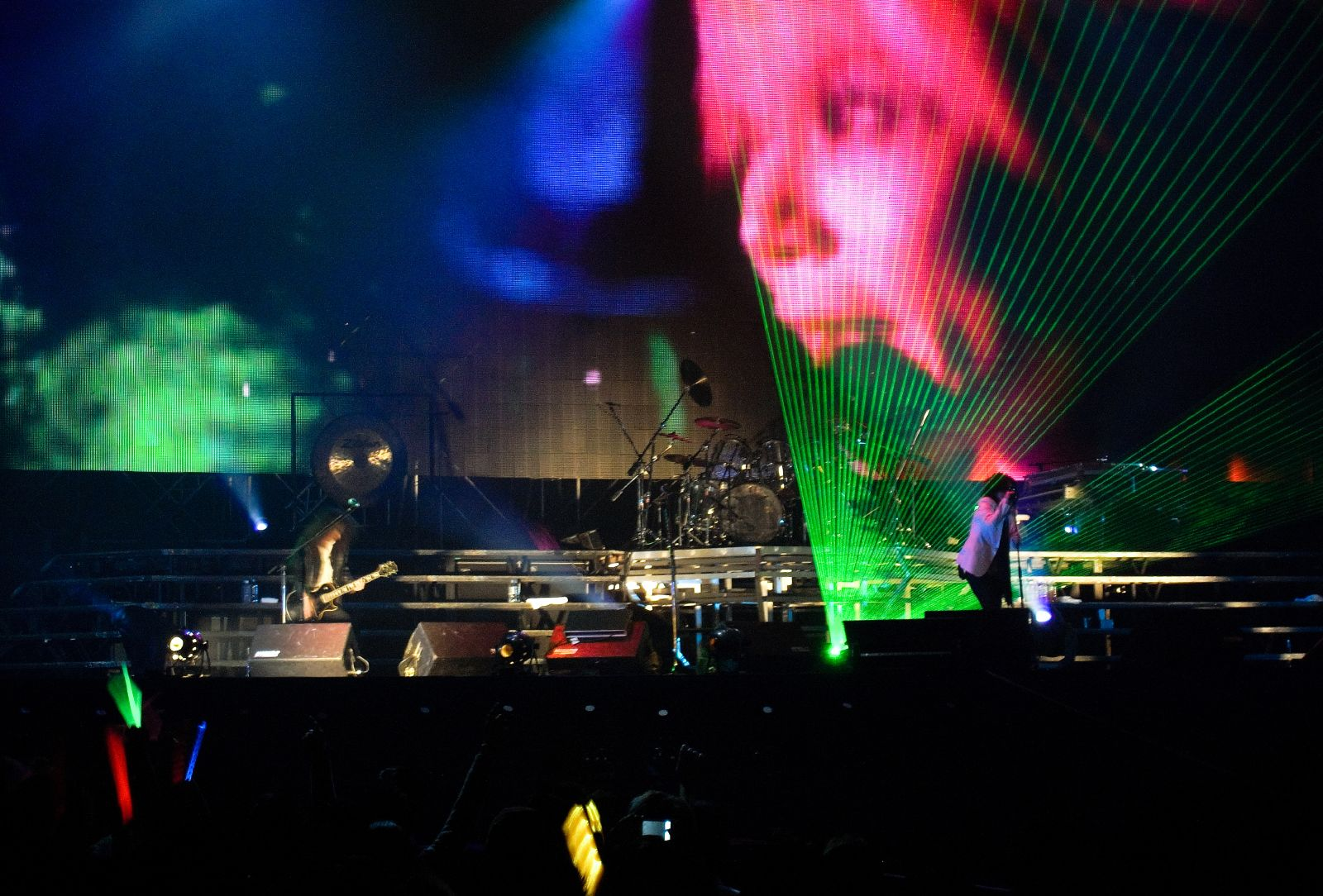
Концерт X Japan в Гонконзі 2009 року. На екрані зображено померлого Хіде, якого вони все ще вважають членом гурту.

Гурт провів 2 концерти в Гонконзі 16 і 17 січня 2009 року. 1 травня було оголошено, що Суґізо офіційно приєднався до X Japan як головний гітарист. Оскільки гурт все ще вважає покійного Хіде учасником, Суізо став шостим учасником X Japan. Їх перше шоу з ним як повноправним учасником відбулося наступного дня в Tokyo Dome, де вони вперше зіграли «Jade». Концерт у Тайвані, який вдруге перенесли в січні, нарешті відбувся 30 травня 2009 року.
9 січня 2010 року гурт вперше виступив у США, знявши чотири нові музичні кліпи в Голлівуді. Відео для пісень "Rusty Nail", "Endless Rain", "I.V." і їх нову пісню "Jade". У лютому Йошікі підтвердив, що X Japan виступить на Lollapalooza в серпні. Пізніше того ж місяця він оголосив на прес-конференції, що гурт поїде до Лос-Анджелеса, штат Каліфорнія, з концертом. Було також оголошено, що шостий альбом знаходиться в роботі і, як очікується, вийде восени.
У березні 2010 року Йошікі подав позов проти корпорації Nexstar на 375 мільйонів відшкодування збитків. Контракт гурту з компанією включав використання записів, первісна угода передбачала 600 мільйонів ієн наперед роялті та контрактні гроші, які гурт стверджує, що не отримав. Між 2008 і 2009 роками компанія також спонсорувала кілька концертів по Азії та Японії, не сплачуючи гонорарів за виступи та продажі товарів X Japan. Загалом загальна несплачена сума склала понад 900 мільйонів ієн. Позов вимагав лише 375 мільйонів ієн за дохід, отриманий від концертів, з додатковим позовом у розмірі 600 мільйонів ієн на випадок продовження суду. Зрештою сторона Йошікі виграла позов у 2014 році, коли Окружний суд Токіо зобов’язав Nexstar виплатити 660 мільйонів ієн як відшкодування збитків.
14 і 15 серпня 2010 року гурт виступив з дводенним шоу на стадіоні Nissan, найбільшому стадіоні Японії. Деякі ЗМІ повідомили про приблизну відвідуваність двох концертів у 140 000 осіб. Колишній басист Тайджі приєднався до них на сцені на обидвох шоу як гість для пісні «X»; він помре наступного року. Невдовзі керуюча компанія колишнього гітариста Хіда, Headwax Organisation, подала позов проти керівництва Yoshiki та X Japan, Japan Music Agency, за використання зображень колишнього учасника без офіційної угоди. У заяві йдеться, що в 2000 році дві компанії підписали угоду, яка дозволяє Yoshiki і X Japan використовувати візуальні зображення Хіде під час концертів. Однак зображення використовувалися на цих шоу Nissan Stadium, коли, очевидно, термін дії контракту вже закінчився.
З 25 вересня по 10 жовтня X Japan здійснили свій перший тур по Північній Америці з концертами в Лос-Анджелесі, Окленді, Сіетлі, Чикаго, Ванкувері, Торонто та Нью-Йорку. 17 грудня Йошікі оголосив, що нова пісня X Japan, «Scarlet Love Song», була написана для анімаційної екранізації манги «Будда».

### 2011–2014: Світове турне та Madison Square Garden

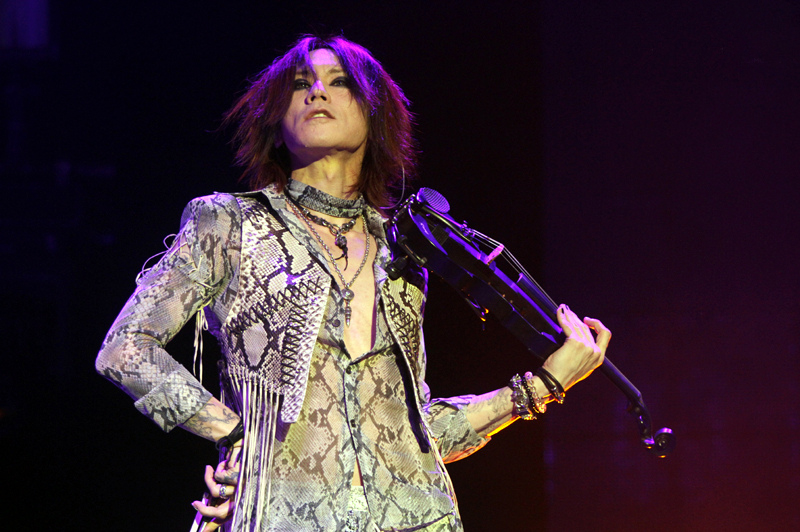
Суґізо на концерті в Сан-Паулу, 2011 рік.

27 січня 2011 року було оголошено, що X Japan підписав 3-річну угоду з EMI у листопаді 2010 року. Лейбл займатиметься американським розповсюдженням їхнього синглу «Jade», який мав вийти 15 березня, а також альбому без назви. Альбом, реліз якого запланований на кінець літа. Під час реклами нового альбому також було заявлено, що протягом 2011 року вони будуть активно гастролювати в усьому світі. X Japan виступила 6 березня на Asia Girls Explosion, модному заході та музичному концерті, створеному Йошікі разом із Jay FR. Було оголошено, що пізніше цього року вони виступатимуть в Аргентині, Бразилії, Чилі, Мексиці та Перу.
Через землетрус Тохоку та цунамі 2011 року, які сталися в Японії 11 березня, гурт вирішив відкласти випуск «Jade» до 28 червня. Йошікі також вирішив продати на аукціоні один зі своїх вживаних фірмових кристальних роялів Kawai, усі з яких кошти були направлені на допомогу постраждалим від землетрусу та цунамі.
«Scarlet Love Song» вийшла у Японії 8 червня, а 28 червня їх перший світовий сингл «Jade», обидва на iTunes. Того ж дня вони  дали перший концерт свого світового туру у Лондоні, за яким 1 липня відбувся концерт у Парижі, 2 липня — в Утрехті, 4 липня — у Берліні.
X Japan також виступали на фестивалі Summer Sonic 2011, який відбувся 13 і 14 серпня в Токіо та Осаці. Їхнє світове турне по Південній Америці: Сантьяго 9 вересня, Сан-Паулу 11 вересня, Буенос-Айрес 14 вересня, Ліма 16 вересня та Мехіко 18 вересня. Азійська частина туру включала концерти: в Сеулі 28 жовтня, Шанхаї 30 жовтня, Гонконзі 4 листопада, Тайбеї 6 листопада та Бангкоку 8 листопада. Шоу в Пекіні, спочатку заплановане на 2 листопада, було скасовано промоутерами 25 жовтня через «технічні та виробничі проблеми».
Після більш ніж двох років тиші X Japan анонсувала ремастеризований альбом-компіляцію The World ~X Japan Hatsu no Zensekai Best~ для випуску 17 червня 2014 року. Вийшла цифрова версія під назвою X Japan World Best, що була доступна в 111 країнах через iTunes 21 травня. Вони виступали на Yokohama Arena 30 вересня та 1 жовтня та в Madison Square Garden 11 жовтня. На обох концертах прозвучав кавер на пісню «Beneath The Skin», спочатку написану ґ для S.K.I.N, групи, сформованої Йошікі в 2007 році. Вони взяли участь у Music Station Super Live 2014 напередодні Нового року, відзначивши їхню першу появу на телебаченні за сімнадцять років.

### 2015–тепер: Невиданий шостий студійний альбом, «We Are X» і тур по Японії
У червні 2015 року Йошікі оголосив, що шостий і перший за 20 років студійний альбом X Japan вийде 11 березня 2016 року. Гурт оголосив, що шостий альбом міститиме від 13 до 14 треків, включаючи деякі короткі твори. Також було оголошено, що наступного дня вони мали виступити на Wembley Arena у Лондоні, де відбулася прем’єра документального фільму про групу «We Are X». Гурт виступив 28 червня в Makuhari Messe в рамках другого вечора Luna Sea's Lunatic Fest. Сингл «Born to Be Free» вийшов 6 листопада 2015 року. Перший тур X Japan по Японії за 20 років розпочався з трьох послідовних уонцертів на Yokohama Arena 2 грудня, Osaka-jō Hall 7 грудня, Marine Messe Fukuoka 9 грудня, Hiroshima Green Arena 11 грудня та завершився 14 у залі Nippon Gaishi. Вони також виступили на Kōhaku Uta Gassen вперше за 18 років.
15 січня 2016 року Пата було терміново доставлено у відділення інтенсивної терапії токійської лікарні, у нього виявили небезпечний для життя тромб. 3 лютого X Japan оголосили про відкладення випуску свого альбому та концерту 12 березня на Wembley Arena на цілий рік; концерт згодом відбувся 4 березня 2017 року. У червні Йошікі заявив, що Пата виписали з лікарні в березні, але йому довелося повернутися на операцію в серпні. Пата оголосив, що його він завершив лікування 10 серпня. X Japan був хедлайнером усіх трьох вечорів Visual Japan Summit 14–16 жовтня 2016 року в Makuhari Messe. Саундтрек до альбому We Are X вийшов 3 березня 2017 року. За перший тиждень саундтрек посів 4 місце в Oricon Albums Chart, 27 місце в UK Albums Chart і 1 місце в UK Rock & Metal Albums Chart. Нова пісня «La Venus» була використана як кінцева пісня We Are X і була однією з 91 пісні, які претендували на номінацію на премію «Оскар» за найкращу оригінальну пісню на 89-й церемонії вручення премії «Оскар». У квітні 2017 року Йошікі оголосив, що пісні для шостого альбому готові і залишилося лише зведення та мастеринг, а реліз очікується «в найближчі кілька місяців».Коли Йошікі виступав на BBC Radio 4 у першому ряду 20 жовтня 2017 року, було оголошено, що шостий альбом вийде навесні 2018 року.
9 травня 2017 року керівництво Yoshiki оголосило, що 16 травня барабанщику буде проведена термінова операція, під час якої йому між хребцями встановлять штучний диск. Через стан його здоров'я було повідомлено, що концерти повинні бути або перенесені, або скасовані. 9 червня X Japan оголосив на прес-конференції, що концерти не будуть відкладені, а замість цього виступлять як акустичний тур з Йошікі за піаніно, оскільки невідомо, чи зможе він грати на барабанах у майбутньому. У листопаді було оголошено, що X Japan виступить наприкінці року на Kōhaku Uta Gassen у складі White Team. Гурт виконав композицію «Endless Rain» і «Kurenai», і під час виступу Йошікі знову грав на барабанах вперше після операції на шиї.
Журнал Neo за січень 2018 року назвав X Japan «Найкращим музичним виконавцем» у своїх щорічних нагородах, а We Are X — «Найкращим азійським фільмом». У лютому 2018 року виступ гурту на Wembley у 2017 році було названо «Найкращою подією» на Wembley Arena на 2017 SSE Live Awards. У березні 2018 року We Are X названо «Найкращим музичним фільмом» на премії Space Shower Music Awards. 10 і 11 квітня гурт виступив у Zepp Divercity в Токіо для невеликої аудиторії, і концерт транслювався в прямому ефірі по всій Азії в окремих кіноеатрах. Річард Фортус, Вес Борланд і Мія з'явилися як запрошені музиканти. Усі троє також приєдналися до X Japan для свого першого виступу на фестивалі Coachella 14 квітня. У другий вікенд фестивалю Мерилін Менсон приєднався до гурту на сцені та виконав «Sweet Dreams» з Йошікі на фортепіано. Під час інтерв'ю для "Jonesy's Jukebox" KLOS Йошікі сказав, що новий альбом вийде влітку або восени 2018 року.
У липні також було оголошено, що X Japan виступить на TV Asahi Dream Festival 15 вересня. На Різдво 2018 року X Japan посіли 43 місце в опитуванні Oricon Favorite Artists того року. В інтерв’ю JRock News 13 лютого 2019 року Йошікі сказав: «Альбом X Japan фактично завершено. На запис пішло понад 10 років, я шукаю ідеальний час, щоб його випустити».
16 травня 2023 року було оголошено, що X Japan випустять новий сингл «Angel» 28 липня. Це буде перша нова пісня гурту за вісім років.
19 жовтня 2023 року помер бас-гітарист групи Хіт, у віці 55 років. Причиною смерті став пізно диагностований рак товстої кишки. Новина про це з'явилася у ЗМІ лише 7 листопада.

## Члени гурту
- Йошікі — ударні, клавішні (1982–1997, 2007– до тепер)
- Тоші — головний вокал, гітара (1982–1997, 2007– до тепер)
- Пата — гітара, бек-вокал (1987–1997, 2007– до тепер)
- Хіт — бас-гітара, бек-вокал (1992–1997, 2007– до тепер)
- Суґізо — гітара, скрипка, бек-вокал (2009— до тепер), як гастрольний музикант (2008—2009)
- Тайджі — бас-гітара, гітара, бек-вокал (1985, 1986–1992, помер у 2011)
- Хіде — гітара, бек-вокал (1987–1997, помер у 1998)
- Юджі «Террі» Ізумісава — гітара (1982–1985, помер 2002)
- Томоюкі «Томо» Оґата — гітара (1984–1985)
- Ацуші Токуо — бас-гітара (1984–1985)
- Кенічі «Едді Ван» Койде — гітара (1985)
- Йошіфумі «Халлі» Йошіда — гітара (1985)
- Кадзуакі «Дзен/Ксенон» Міта — гітара (1985–1986)
- Хісаші «Джун/Шу» Такай — гітара (1985, 1986)
- Хікару Утака — бас-гітара (1985–1986)
- Масанорі «Керрі» Такахаші — гітара (1986)
- Сатору Іноуе — гітара (1986)
- Ісао Хорі — гітара (1987)

Хоча Хіде і Тайджі вже померли, гурт все ще вважає їх членами та представляє їх на кожному концерті. Також вони використовують їх старі записи інструментів і бек вокалу для концертів.

## Дискографія

### Студійні альбоми
- Vanishing Vision (1988)
- Blue Blood (1989)
- Jealousy (1991)
- Art of Life (1993)
- Dahlia (1996)

### Сингли
- I’ll Kill You (1985)
- オルガズム (1986)
- 紅 (1989)
- Endless Rain (1989)
- Week End (1990)
- Silent Jealousy (1991)
- Standing Sex / Joker (1991)
- Say Anything (1991)
- Tears (1993)
- Rusty Nail (1994)
- Longing ～跡切れた Melody～ (1995)
- Longing ～切望の夜～ (1995)
- Dahlia (1996)
- Forever Love (1996)
- Crucify My Love (1996)
- Scars (1996ї)
- Forever Love (Last Mix) (1997)
- The Last Song (1998)
- Forever Love (1998)
- Scars (1998)
- Forever Love (2001)
- I.V. (2008)
- Scarlet Love Song -Buddha Mix- (2011)
- Jade (2011)
- Born to Be Free (2015)

## Допомога Україні під час вторгнення
Йошікі оголосив, що він пожертвує 10 мільйонів ієн (приблизно 75 300 доларів США) Міжнародній організації з міграції (МОМ). У лютому він пожертвував 10 мільйонів ієн до Фонду надзвичайної гуманітарної кризи в Україні, довівши загальну суму, яку він пожертвував на допомогу Україні, до 20 мільйонів ієн (близько 150 500 доларів США).
Музикант прокоментував: «Важко святкувати свята, коли я знаю, що є люди, які страждають. Я сподіваюся, що цей подарунок підтримає людей, які цього потребують, і сподіваюся, що цей благодійний рух продовжуватиме поширюватися та надихати інших допомагати. Я молюся за всіх цих людей, які постраждали від війни, і сподіваюся, що ця пожертва допоможе будь-яким можливим способом».